# Dan Bălan
Dan Mihai Bălan (Chisináu, Moldavia; 6 de febrero de 1979) es un cantante, productor, compositor instrumentista y letrista moldavo.
Es el primer y único artista moldavo nominado al premio Grammy, como coautor del éxito "Live Your Life", interpretado por la cantante estadounidense Rihanna y el rapero T.I.
Ha ganado numerosos premios internacionales en la industria musical, incluidos los Echo Awards y los MTV Video Music Awards. 
Es el fundador del famoso trío O-Zone y también es el autor y productor del éxito mundial Dragostea din Tei, situado en lo más alto de las listas en más de 30 países, vendido en más de 12 millones de copias en todo el mundo.
Autor e intérprete de los éxitos internacionales "Chica Bomb", "Justify Sex", "Freedom".

## Biografía
Dan nació en Chisináu, Moldavia. Vivió con su madre, padre y hermana hasta 1995 cuando la familia se mudó a Tel-Aviv a causa del trabajo de su padre Mihai Bălan, como embajador. Su madre, Ludmila Bălan, era presentadora de televisión.
Su primera presentación fue en un show llamado Semaforul, en 1988. Por el mismo tiempo, sus padres le compraron su primer instrumento, un acordeón. Tomó lecciones de este instrumento hasta 1994.
En 1992 sus padres le compraron su primera guitarra y Dan fijó su atención en la música rock. En 1994, en un festival en su escuela, Dan presentó su primera canción. El mismo año, Dan escribió una canción para el show de televisión de su madre, y esta se convirtió en su primer éxito nacional.
En 1995, Dan se mudó con su familia a Tel-Aviv. Durante su estancia en Israel Dan continuó creando nuevas canciones. Su éxito con Despre tine alcanzó el número 1 en cinco países y alcanzó el número 6 en las principales listas de Europa.
En diciembre de 2007 lanzó un álbum de Crazy Loop (personaje creado por Dan e introducido en su canción "Crazy Loop (Mm Ma Ma)") llamado "The Power of Shower".
En junio de 2008 lanzó el segundo sencillo de su álbum "The Power of Shower" llamado Johanna (Shut up), la cual fue uno de los éxitos del verano.
En el año 2009 publica su gran éxito "Chica Bomb". La canción arrasó en pistas de baile por toda Europa. La cantante griega Eleni Foureira realizó una versión de este tema.
En el año 2010 lanzó una nueva canción, titulada "Pétalos de lágrimas" - "Лепестками слёз" en ruso -, que realiza junto con Vera Brezhnieva (en ruso "Вера Брежнева" y en ucraniano "Віра Брежнєва" - Vira Brezhnieva).
En el año 2011 lanza una nueva canción, "Freedom".

## O-Zone
Uno de los más grandes triunfos de Dan Bălan ha sido ser parte del trío musical O-Zone. Dan fue el principal mánager de la banda, produciendo y escribiendo casi todas sus composiciones. Dan formó O-Zone en 1999 y lanzó tres álbumes hasta el 2004. Su mejor venta fue el álbum DiscO-Zone, que alcanzó el número 1 en seis países y vendió alrededor de 2,5 millones de copias alrededor del mundo (un millón de ellas sólo en Japón). Las canciones más exitosas de Dan con su banda fueron "Dragostea din tei" y "Despre Tine", canciones del álbum DiscO-Zone.

## Crazy Loop
Dan sorprendió y asombró a sus fans en 2007 al introducir a su alter ego Crazy Loop al mundo con su eurodance en la canción "Crazy Loop (Mm Ma Ma)". El vídeo, dirigido por Marc Klasfeld, fue filmado en Los Ángeles (California), y lanzado por toda Europa a mediados de octubre de 2007. En el mes de diciembre del mismo año, Dan también lanzó un álbum de Crazy Loop llamado The Power of Shower. Aunque en un principio solo estuvo disponible en Rumania, fue lanzado en otros países a principios de 2008. La canción "Crazy Loop" alcanzó el número 1 en los charts rumanos.
En 2009 publicó su canción "Chica Bomb", la cual sonó por toda Europa. En 2010 lanzó un nuevo sencillo, llamado "Justify Sex".